# Gudrun Fritsch
Gudrun Fritsch, geborene Heinze (* 1939 in Berlin), ist eine klinische Psychologin und Kunsthistorikerin. Zusammen mit ihrem Ehemann Martin Fritsch gründete sie 1986 das private Käthe-Kollwitz-Museum in der Berliner Fasanenstraße. Neben dem hauptamtlichen Direktor leitete sie das Museum bis 2014 als ehrenamtliche Kuratorin, Gründerin und Vorsitzende des Freundeskreises.

## Leben
Nach dem Abitur am Friedrich-Ebert-Gymnasium in Berlin-Wilmersdorf studierte Gudrun Fritsch ab 1961 zunächst an der Freien Universität Geschichte und Germanistik, ab 1962 an der Pädagogischen Hochschule Berlin, wo sie ihr Studium 1965 mit dem Schwerpunkt Geschichte als Grundschullehrerin abschloss. In den Jahren 1965 bis 1973 war Gudrun Fritsch als Lehrerin an verschiedenen Berliner Grundschulen tätig. Im Jahr 1973 folgte das Diplom an der Pädagogischen Hochschule mit der Arbeit Theorien des kindlichen Autismus‘ und der Versuch der Beschulung dieser Kinder.
Ein Airliftmemorial-Stipendium (Fulbright) ermöglichte ihr ab 1973 das Studium in den USA. Zunächst am Teachers College an der Columbia University in New York, ab 1975 mit einem Stipendium an der Indiana University Bloomington. Am dortigen Doctoral Program erhielt sie eine Assistentenstelle für einen Forschungs- und Lehrauftrag des Fachbereichs Sonderpädagogik. Sie promovierte 1978 mit der Arbeit Analysis of semantic-syntactic complexity in echolalic autistic children zum Doctor of Philosophy (PhD). Die Veröffentlichung ihrer Dissertation erfolgte im selben Jahr unter dem Titel: Elicited Imitation – A vehicle for assessing the language functioning level of echolalic autistic children.
Im Anschluss daran lehrte Fritsch bis 1979 als freie Dozentin im Center for Innovation im Bereich Teaching the Handicapped.
Fritsch setzte sich konsequent gegen die Einrichtung segredierender Sonderschulen für nonverbal kommunizierende autistische Schüler und Schülerinnen ein und erprobt bereits in den späten 1970er Jahren auf Basis eigener Forschungsergebnisse ein Modell der inklusiven Pädagogik.
Nach den Stationen in den USA folgte sie einem Ruf als Hilfsreferendarin des Bundesministeriums für Bildung und Wissenschaft nach Bonn. Auf politischer Ebene brachte sie ihre theoretische Grundlagenforschung und ihre Expertise unter anderem in das später beschlossene Inklusionsgesetz ein.
Von 1982 bis zu ihrer Pensionierung 1993 war Gudrun Fritsch am Krankenhaus Neukölln tätig und arbeitete dort im Bereich Schulpsychologischer Dienst, Schwerpunkt Sonderpädagogik.
Neben ihrer psychologischen Tätigkeit im Krankenhaus Neukölln studierte sie ab 1991 Kunstgeschichte an der Humboldt-Universität zu Berlin und schloss ihr Studium 1998 mit der Magisterarbeit zum Thema Käthe Kollwitz und Russland. Eine problematische Wahlverwandtschaft ab.

## Käthe Kollwitz
In den späten 1960er-Jahren legte die Freundschaft von Gudrun und Martin Fritsch zum Westberliner Künstler, Journalisten, Kunsthändler und Kollwitz-Sammler Hans Pels-Leusden den Grundstein für ihre lebenslange Begeisterung für die Kunst von Käthe Kollwitz.
1986 gründete Gudrun Fritsch in Zusammenarbeit mit Hans Pels-Leusden und Martin Fritsch das private Käthe-Kollwitz-Museum Berlin.
Gudrun Fritsch kuratierte Ausstellungen in China, Japan, Russland, Brasilien, England und in den USA. Regelmäßig veröffentlichte sie kunstwissenschaftliche Beiträge, begleitende Kataloge für die Ausstellungen des Museums und in Kunstzeitschriften wie Weltkunst und im Museums Journal. Im Bereich der Museumspädagogik arbeitete Gudrun Fritsch mit behinderten und nichtbehinderten Kindern zu Fragestellungen der kindlichen Wahrnehmung und Rezeption des Lebens und Schaffens von Käthe Kollwitz.

## Privates
Gudrun Fritsch ist seit August 1973 mit Martin Fritsch verheiratet.

## Auszeichnungen
Für ihre Forschung, Publikation und Vermittlung wurden Gudrun Fritsch und Martin Fritsch am 1. November 2006 mit dem Bundesverdienstkreuz am Bande ausgezeichnet.
Am 19. Oktober 2011 erhielten beide die Bürgermedaille für besondere Verdienste um den Bezirk Charlottenburg-Wilmersdorf.

## Schriften (Auswahl)
Monografien
- Elicited Imitation – A vehicle for assessing the language functioning level of echolalic autistic children. Center for Innovation in Teaching the Handicapped, School of Education, Indiana University, Bloomington, 1978 (Dissertation).
- Hans Pels-Leusden in seliger Mal-Lust. Lukas Verlag, Berlin 2018, ISBN 978-3-86732-313-0 (mit Beiträgen von Julia Fernow, Ralph Jentsch und Ludwig Lange).

Herausgeberschaften
- Zwischen den Kriegen. Druckgraphische Zyklen von Kollwitz, Dix, Pechstein, Masereel u.a. Käthe-Kollwitz-Museum, Berlin 1989, OCLC 311296998.
- Käthe Kollwitz – Schmerz und Schuld. Eine motivgeschichtliche Betrachtung. Gebrüder Mann, Berlin 1995, ISBN 3-7861-1872-8.
- Käthe Kollwitz und Russland. Eine Wahlverwandtschaft. Seemann, Leipzig 2012, ISBN 978-3-86502-301-8.
- mit Josefine Gabler, Helmut Engel: Käthe Kollwitz. Hrsg. im Auftrag der Ernst-Freiberger-Stiftung. Be.bra Wissenschaft, Berlin 2013, ISBN 978-3-95410-014-9.
- mit Pay Matthis Karstens: Mahnung und Verlockung. Die Kriegsbildwelten von Käthe Kollwitz und Kata Legrady. Seemann, Leipzig 2014, ISBN 978-3-86502-329-2.
- mit Martin Fritsch, Juerg Judin und Pay Matthias Karstens: Enrique Martínez Celaya – Käthe Kollwitz. Hatje Cantz Verlag, Berlin 2021, ISBN 978-3-7757-4922-0.

Aufsätze
- Ansätze der Verhaltensmodifikation in der Sonderpädagogik mit methodisch-praktischen Hinweisen. In: Informationen aus der Berliner Sonderpädagogik. Heft 2, Mai 1975.
- A Formative Evaluation of the Intensive Inservice Training Project: Final Design. Center for Innovation in Teaching the Handicapped, Bloomington, Indiana University, 1975.
- Mainstreaming. Integrative schulische Förderung Lernbehinderter in die Regelschule aus der Sicht amerikanischer Bildungskonzeption. In: Der Kinderarzt. 1978.
- A Comparison of Distinguishing Features between Kanner’s Syndrome and Asperger’s Syndrome. National Conference for Parents and Professionals San Antonio, Texas, 1984.
- Asperger-Syndrome – A clinical Sub-Type of DD. The neuropsychological evidence. Academy of Child and Adolescent, Washington, 1987.
- Twenty possibly autistic parents. In: Journal of Autism and Developmental Disorders. Band 18. Nr. 1. 1988.

## Belege
1. 1 2  Standort Berlin mit Gudrun Fritsch - Teil 1. (YouTube) In: tvberlin. 2. Dezember 2013, abgerufen am 19. Dezember 2024.
2. ↑  Käthe Kollwitz (1867-1945). In: kl-bb.de. Abgerufen am 26. Dezember 2024.
3. ↑  Sammler-Ehepaar Gudrun und Martin Fritsch zeigen ihre Werke von Käthe Kollwitz. In: B.Z. – Die Stimme Berlins. 21. April 2021, abgerufen am 19. Dezember 2024.
4. ↑  Gudrun Fritsch: Hans Pels-Leusden. In seliger Mal-Lust, Lukas Verlag 2018. In: Portal Kunstgeschichte. Abgerufen am 26. Dezember 2024.
5. ↑  Käthe Kollwitz. In: hatjecantz.de. Abgerufen am 19. Dezember 2024.
6. ↑  Verleihung von 15 Bürgermedaillen am Bezirkstag am 19.10.2011. In: berlin.de. 6. Oktober 2023, abgerufen am 19. Dezember 2024.

| Personendaten    | Personendaten                               |
| ---------------- | ------------------------------------------- |
| NAME             | Fritsch, Gudrun                             |
| ALTERNATIVNAMEN  | Heinze, Gudrun (Geburtsname)                |
| KURZBESCHREIBUNG | klinische Psychologin und Kunsthistorikerin |
| GEBURTSDATUM     | 1939                                        |
| GEBURTSORT       | Berlin                                      |